# Abingdon (Illinois)
Abingdon é uma cidade localizada no estado americano de Illinois, no Condado de Knox.

## Demografia
Segundo o censo americano de 2000, a sua população era de 3.612 habitantes.
Em 2006, foi estimada uma população de 3352, um decréscimo de 260 (-7.2%).

## Geografia
De acordo com o United States Census Bureau tem uma área de
3,8 km², dos quais 3,8 km² cobertos por terra e 0,0 km² cobertos por água. Abingdon localiza-se a aproximadamente 229 m acima do nível do mar.

## Localidades na vizinhança
O diagrama seguinte representa as localidades num raio de 20 km ao redor de Abingdon.